# Podłukawka
Podłukawka – część wsi Stodoły-Wieś w Polsce, położona w województwie świętokrzyskim, w powiecie opatowskim, w gminie Wojciechowice. Wchodzi w skład sołectwa Stodoły-Wieś.
W latach 1975–1998 Podłukawka administracyjnie należała do województwa tarnobrzeskiego.